# Dunstan Odeke
Dunstan Odeke (ur. 1968 w Kampali) – ugandyjski skoczek narciarski, rekordzista Ugandy i Afryki w długości skoku narciarskiego mężczyzn.

## Życiorys
Urodzony w stolicy Ugandy Kampali Odeke w wieku 4 lat wyjechał z rodziną do Europy, gdy jego ojciec podjął pracę w roli dyplomaty w Belgii. Później przeprowadził się do Wielkiej Brytanii, gdzie na poziomie szkolnym uprawiał różne dyscypliny sportu, między innymi rugby, lekkoatletykę, piłkę nożną i szermierkę. Pierwsze skoki na nartach oddał w wieku około 20 lat pod okiem Pavla Mikeski podczas jeden z wizyt w niemieckim Garmisch-Partenkirchen, po czym rozpoczął treningi tej dyscypliny sportu.
Na początku lat 90. XX wieku przeprowadził się do norweskiego Oslo w celu rozpoczęcia studiów. Podjął tam regularne ćwiczenia, które łączył z pracą, trenując wspólnie nie tylko z lokalnymi zawodnikami, ale także z brytyjskimi skoczkami (między innymi z Jamesem Lambertem i Alanem Jonesem). W czasie pobytu w Norwegii brał udział w okołu 30 lokalnych i nieoficjalnych konkursach skoków narciarskich. Największą skocznię, z której oddał skok była Lysgårdsbakken w Lillehammer.
W 1992 w Scheidegg wystartował w pierwszej w historii edycji mistrzostw krajów nizinnych w skokach narciarskich. W pierwszej serii, po skoku na odległość około 30 metrów upadł i odniósł uraz, jednak doznane przez niego obrażenia nie były poważne. Jego najdłuższą ustaną próbą oddaną w ocenianej rywalizacji był skok na odległość 84 metrów, a rekordem życiowym ustanowionym podczas treningów skok na odległość 87 metrów. Drugi z tych wyników jest uznawany za rekord Ugandy i Afryki w długości skoku narciarskiego mężczyzn.
W 1997 został potrącony przez taksówkę, w wyniku czego doznał urazu kręgosłupa, który uniemożliwił mu dalsze regularne trenowanie skoków narciarskich. Ostatni skok na nartach oddał jednak później, około roku 2010.
Mieszka w Oslo, gdzie pracuje w branży IT.